# Ndidi Madu
Ndidi Awele Madu (Atlanta, 17 marzo 1989) è un'ex cestista statunitense con cittadinanza nigeriana.

## Carriera
Ha giocato una stagioni in A1 con Broni (2016-17).
Con la Nigeria ha disputato tre edizioni dei Campionati africani (2013, 2015, 2017).